# 濱海大道會議中心
吉姆·威蘭濱海大道會議中心（英語：Jim Whelan Boardwalk Hall），前身為歷史大西洋城會議中心（Historic Atlantic City Convention Hall），是在美國新澤西州大西洋城的競技場。這是大西洋城的主要展覽館，直到1997年大西洋城展覽中心開放為止。濱海大道會議中心於1987年被宣佈為美國國家歷史名勝。該場地可安排10500人的座位來觀看冰球比賽，以及最多可容納14770人觀看演唱會。濱海大道會議中心是美利堅小姐選美比賽的大本營。
濱海大道會議中心包括有全世界最大的樂器——超過33000支音管的管風琴、8個廳，其控制面板有7個世界上最大的鍵盤和1000多個音鈕，以及有兩個64英尺的音栓的其中一個（另一個位於悉尼市政廳）。這個風琴還包括在100英寸壓力下操作的音管，全低音大號變得很響亮，也是最著名的。健力士世界紀錄大全說明「......一個震耳欲聾的純粹小號音符，比最響亮的火車哨聲大六倍。」然而，由於濱海大道會議中心巨大的內部空間，這些音栓實際上是非常優雅並且不會令人難以忍受。
2017年10月，州參議院批准立法將大西洋城的濱海大道會議中心用於紀念在同年初期逝世的前市長、州立法委員吉姆·威蘭。

## 歷史
大西洋城的市長愛德華·L·巴德著手獲得土地建造會議中心，並且在他去世時進行施工。會議中心由建築公司Lockwood Greene設計，建於1926年。
主廳的尺寸為456×310英尺（139×94米）。桶形拱頂天花板高137英尺（42米）。十對三支鉸鍊鋼製桁架支撐著這種異常大的淨跨，沒有柱子支撐。每對桁架跨越350英尺（110米），重220短噸（200噸）。桁架束縛在框架柱上，使建築物在風和地面壓力下可以略微彎曲。桶形天花板由彩繪鋁磚組成。它的裝飾類似羅馬浴室瓷磚，伸展超過196,000平方英尺（18,200平方米）。

## 各種用途

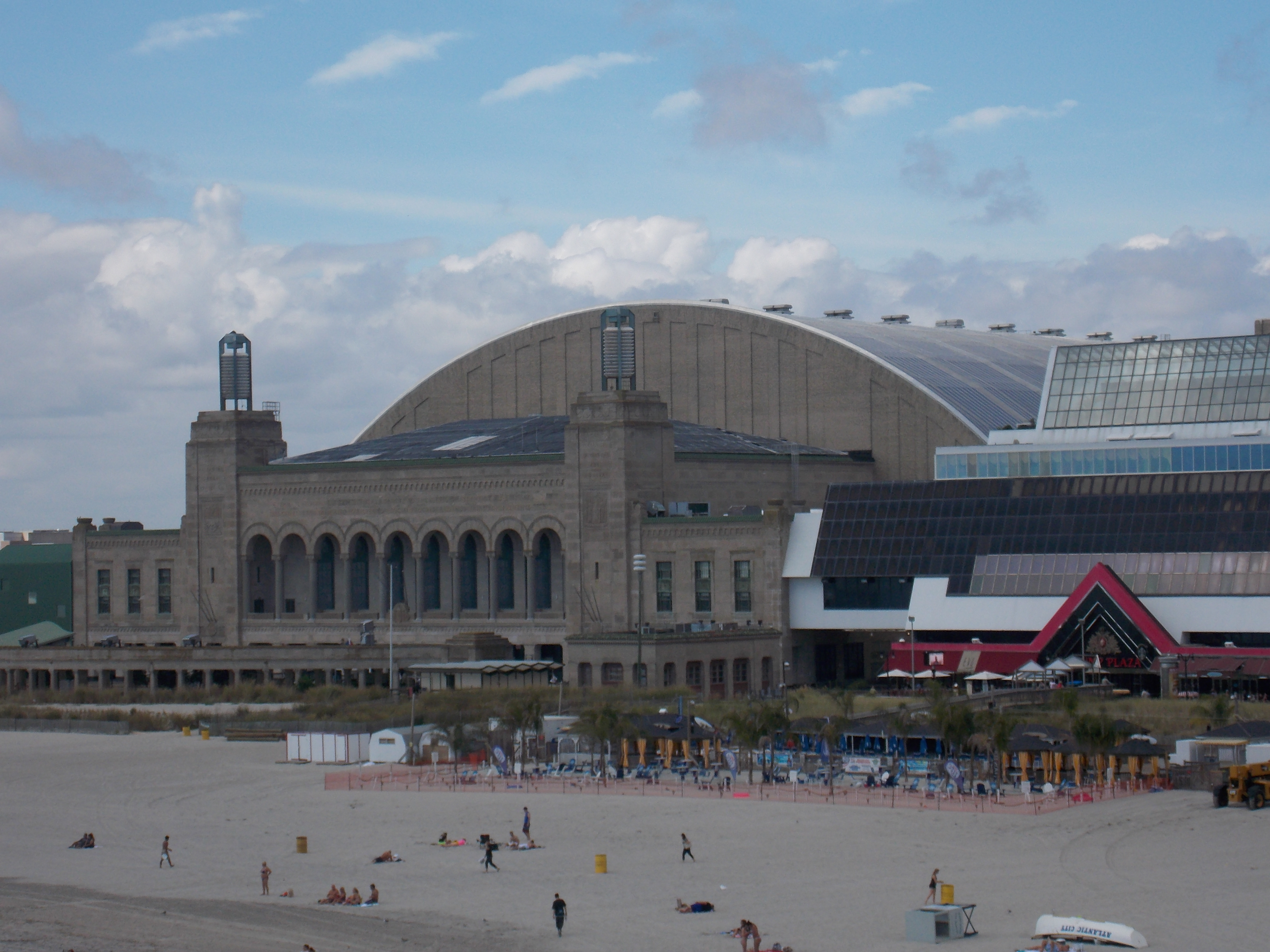
2014年9月的會議中心

美利堅小姐選美比賽於1921年在大西洋城創辦，1940年至2006年在會議中心舉行。選美大賽在2013年重返會議中心舉行。
這也是1964年8月民主黨全國代表大會提名美國總統林登·莊遜為1964年美國總統選舉的民主黨候選人的場所，該選舉在1963年11月甘迺迪遇刺案後的9個月開始。
接下來的一個週末，披頭四樂隊在會議中心舉辦了他們首次美國巡演中其中一個最大型的演唱會。
大廳也是滾石樂團於1989年舉辦的鋼輪巡迴演唱會的場地。這場演唱會曾在按次付費電視上播放，發生過小事故而被粉絲們廣泛難忘，因為在表演歌曲〈無法滿足〉的期間電視被中斷。
2003年3月7日，布鲁斯·斯普林斯汀與E街樂隊表演。活動門票立即售光。斯普林斯汀於2005年11月13日在他的魔鬼與塵埃巡迴演唱會進行一次個人表演。
2003年8月16日，賈斯汀·汀布萊克和基絲甸娜·阿圭莉拉原本是在濱海大道會議中心演出，但是由於舞台倒塌，表演（以及後來的巡演）被推遲了。
2006年2月4日，來自新澤西州的邦喬飛樂隊為祝你今天愉快巡迴演唱會表演。
2010年和2013年，Phish樂團在濱海大道會議中心舉辦了三晚的萬聖節慶祝活動。2010年萬聖節音樂會以Little Feat的專輯《Waiting for Columbus》完整版表演。2013年的表演包括Phish未經錄製的專輯《Wingsuit》的首次亮相，後來成為專輯《Fuego》。

## 延伸閱讀
- Witcher, T. R.  (PDF). Civil Engineering. February 2019: 38–41  [2019-08-11]. （原始内容存档 (PDF)于2019-02-25）.

## 外部連結
- 官方网站
- 美国历史建筑调查（HABS） No. NJ-1130, "Atlantic City Convention Hall, On Boardwalk, West of Mississippi Avenue, Atlantic City, Atlantic County, NJ"
- Image of Boardwalk Hall Auditorium Interior （页面存档备份，存于）